# Ponte de ferro do Itaí
A ponte de ferro do Itaí é uma ponte ferroviária localizada no interior do município brasileiro de Ijuí, no Rio Grande do Sul. Cruza o rio Ijuí no distrito de Itaí. A estrutura metálica, constituída por dois arcos de 40 metros cada, foi trazida semi-montada da Europa, importada pela firma Bromberg & Cia., por intermédio do coronel Antonio Soares de Barros. Foi construída sob as ordens do coronel Pantoja, comandante do 3º Batalhão de Engenharia.